# آندریا کی‌ویل

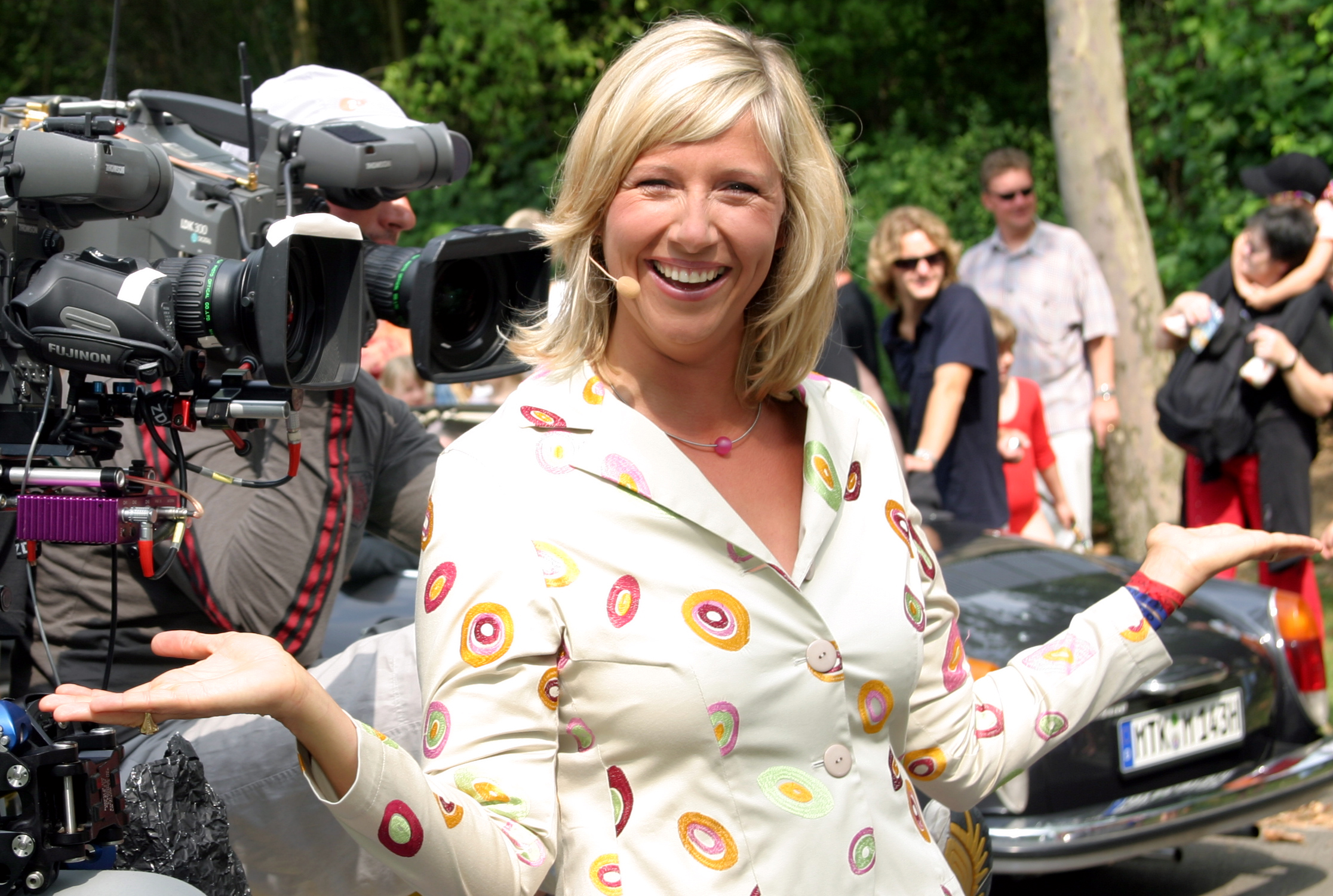
کی‌ویل در فرنسن‌گارتن

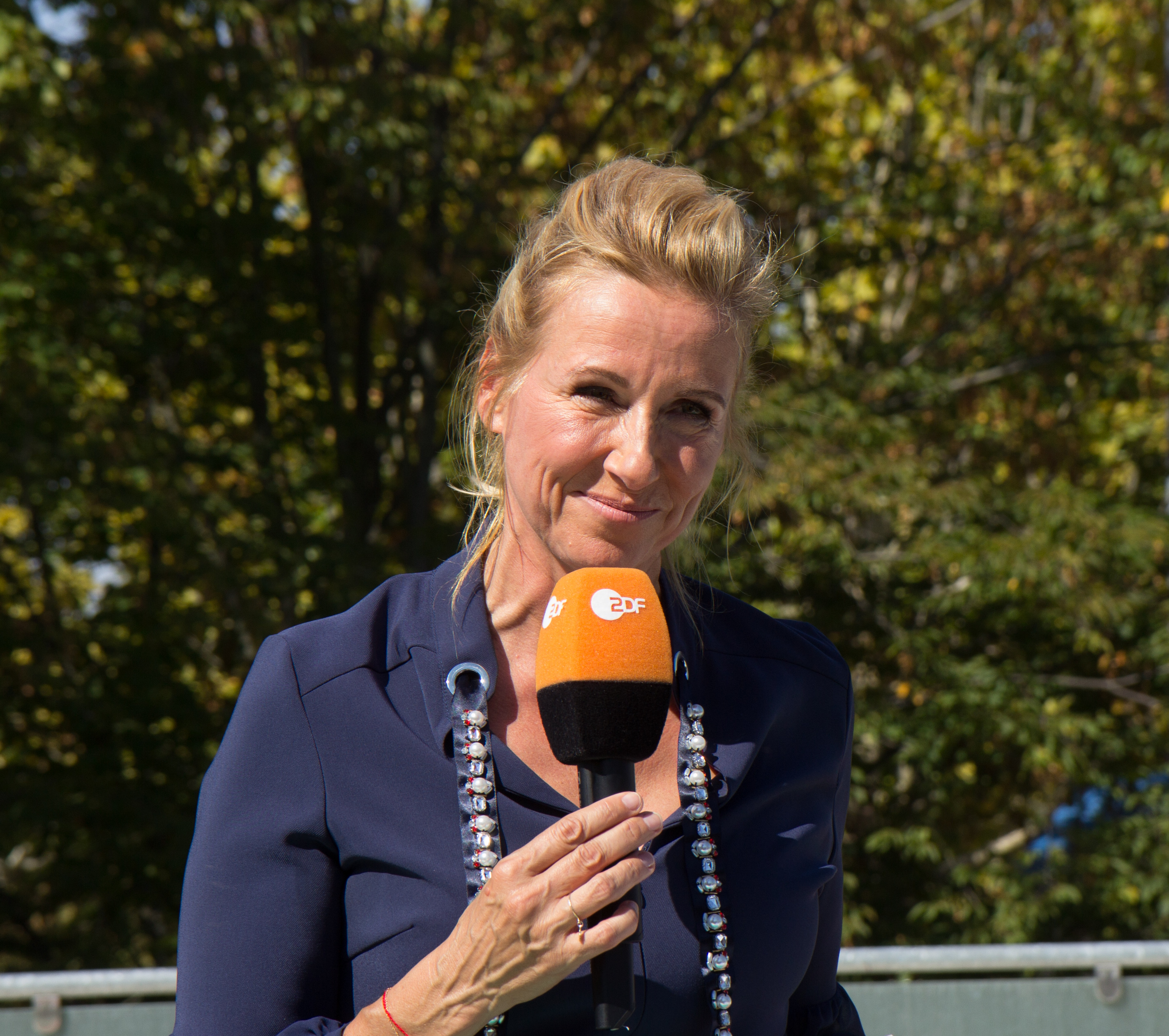
کی‌ویل ۲۰۱۹

آندریا کی‌ویل (Andrea Kiewel) زاده ۱۹۶۵ در برلین شرقی، شناگر سابق و مجری تلویزیونی است. او اکنون مدیر برنامه فرنسن‌گارتن(ZDF Fernsehgarten) و فرنسن‌گارتن آن تور شبکه زد دی اف است. او معمولاً برنامه‌های مربوط به سال نو را مجری‌گری می‌کند.